# Breite Straße 49 (Quedlinburg)

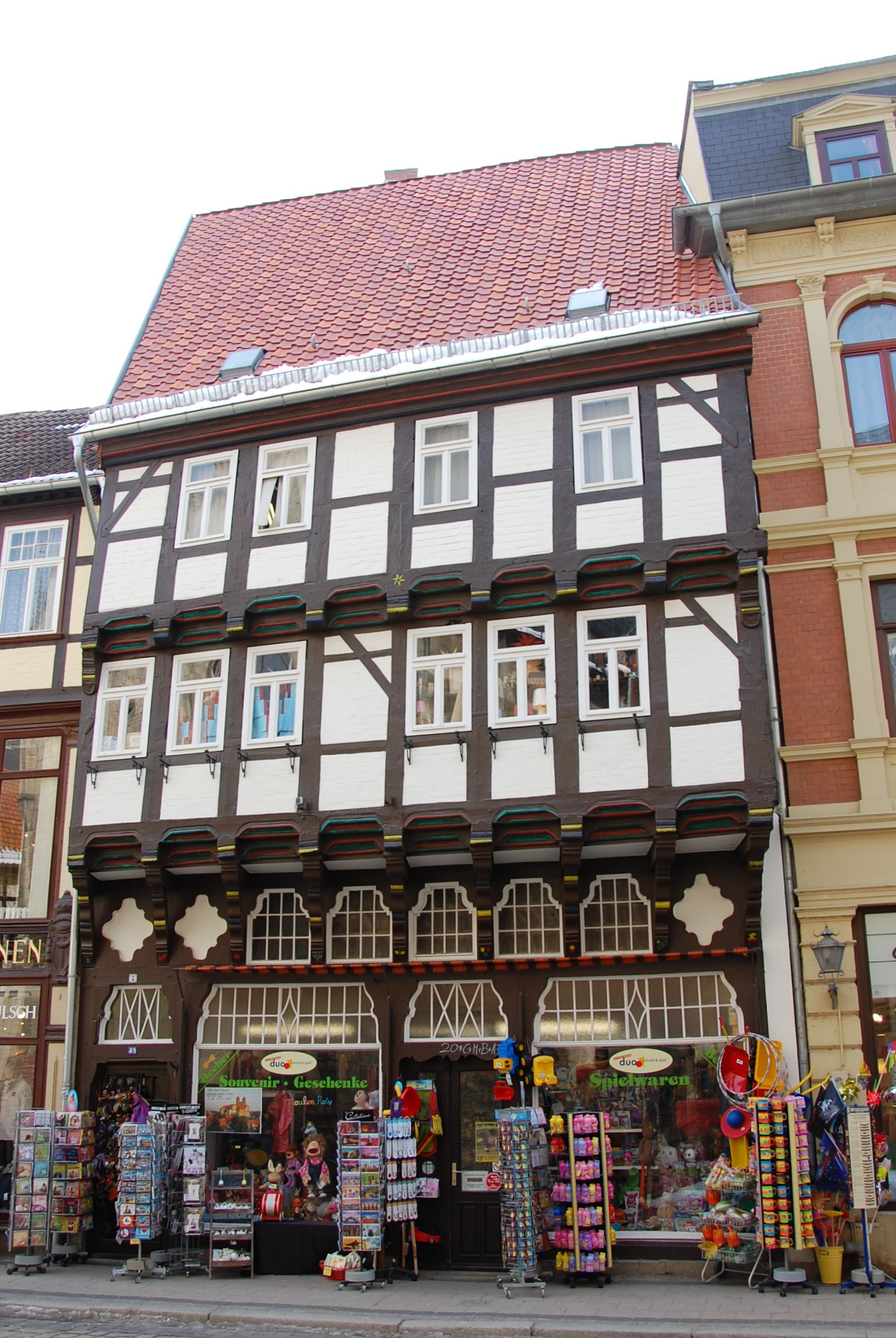
Haus Breite Straße 49

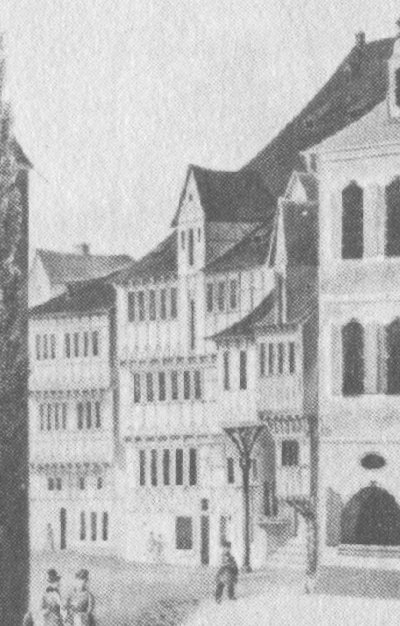
Zeichnung von 1873, am linken Bildrand das Haus Breite Straße 49

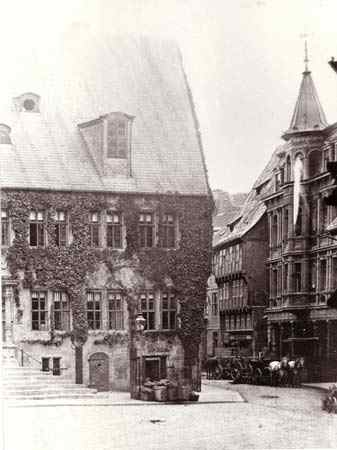
Blick in die Breite Straße, vor 1912, in der Bildmitte Haus Breite Straße 49

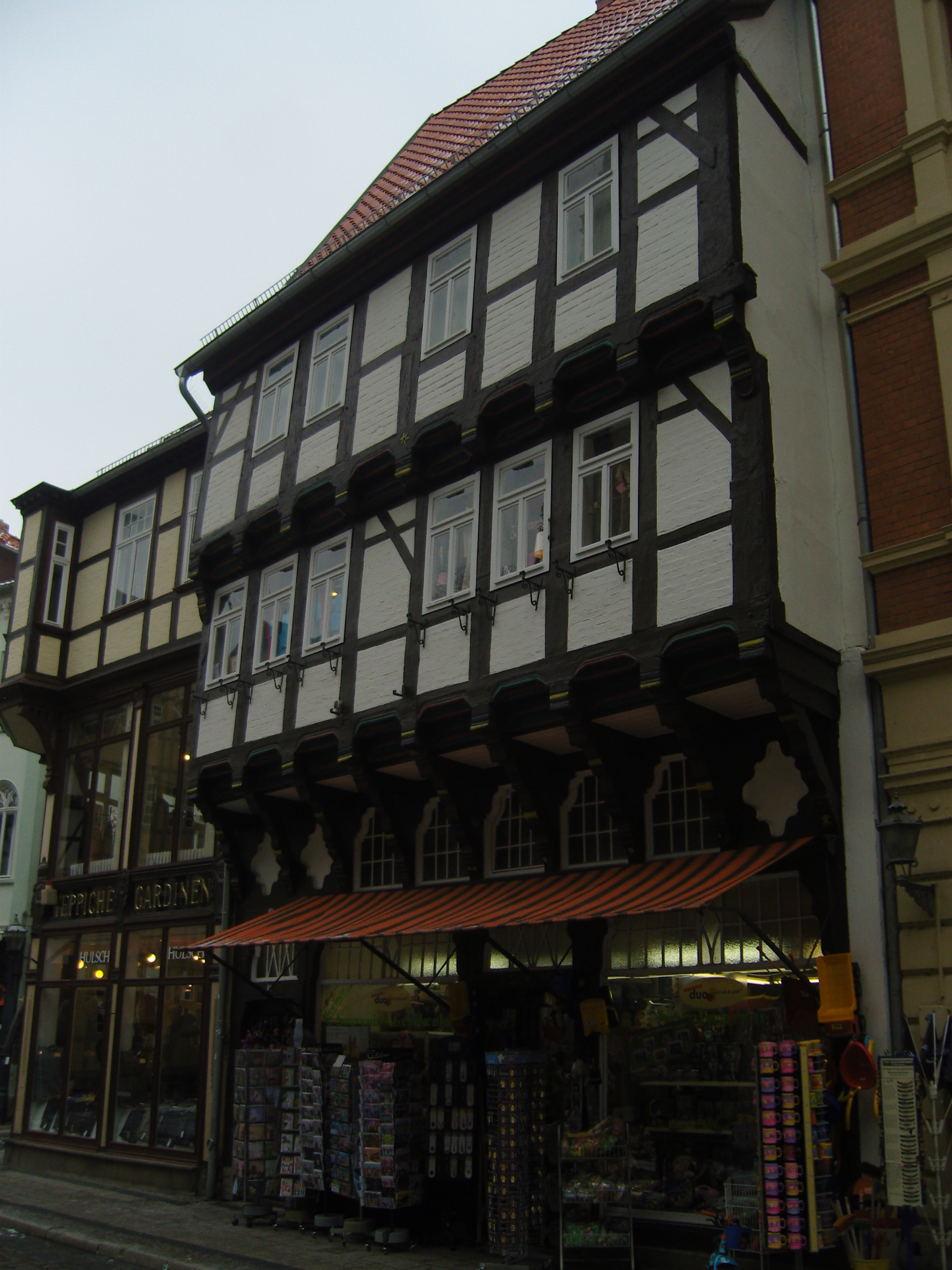
Blick von Süden

Das Haus Breite Straße 49 ist ein denkmalgeschütztes Gebäude in der Stadt Quedlinburg in Sachsen-Anhalt.

## Lage
Es befindet sich nordöstlich des Marktplatzes der Stadt und gehört zum UNESCO-Weltkulturerbe. Im Quedlinburger Denkmalverzeichnis ist es als Wohnhaus eingetragen. Nördlich grenzt das gleichfalls denkmalgeschützte Haus Breite Straße 48, südlich das Haus Breite Straße 50 an.

## Architektur und Geschichte
Das dreigeschossige Fachwerkhaus im Stil der Spätgotik entstand in der Zeit um 1525. Andere Angaben geben die Zeit um 1530 an. Die Fachwerkfassade, deren oberen Stockwerke weit vorkragen, zeigt diverse Zierformen und ist weitgehend im Original erhalten. So finden sich an den Stockschwellen und Füllhölzern Schiffskehlen mit kantigen Ecken, eine frühe Form der Schiffskehlen. An der Stockschwelle des zweiten Obergeschosses sind Ornamente in Form einer Blüte mit sechs Blättern als Schnitzereien angebracht. Darüber hinaus bestehen Bügen an den in Birnstabformen profilierten Balkenköpfen und überblattende Kopfstreben. Die Fachwerkständer befinden sich jeweils über den in regelmäßigen Abständen angeordneten Deckenbalken. Zwischen den Ständern sind der Aussteifung dienende Querriegel angeordnet. Die Gefache waren mit Lehmflechtwerk verfüllt, sind heute jedoch vermauert. 
Es wird angenommen, dass bauzeitlich die Fenster des Gebäudes als kleine Einzelfenster in durchgehenden Reihen angeordnet waren. In späterer Zeit wurde sowohl die Anordnung als auch die Größe der Fenster verändert. Die direkt unterhalb der Fenster befindlichen Riegel des zweiten Obergeschosses wurden daher jeweils nach unten versetzt. Vermutlich wurden erst in diesem Zusammenhang die zwischen den heutigen Fenstern befindlichen Gefache vermauert. Auf der Hofseite ist die ursprüngliche Gestaltung sowie die alte Strohlehmausfachung zum Teil noch erhalten. Möglicherweise wurde die heutige Fensterform im 19. Jahrhundert eingesetzt. Am Haus befinden sich Knaggen. Die ursprünglich unterhalb des zweiten Obergeschosses befindlichen Knaggen wurden jedoch im Zuge der Erweiterung der Fenster des ersten Obergeschosses entfernt, nur die jeweils äußersten Knaggen blieben dort erhalten.
In das Erdgeschoss war ein Zwischengeschoss eingefügt, dessen Höhe nur zwei Meter betrug. Darüber hinaus bestand zum Hof hin ein annähernd quadratisch angelegter Keller, der von einem Kreuzgratgewölbe überspannt wurde und über eine Treppe mit sechs Stufen zugänglich war. Der Dachstuhl des Hauses stammt noch aus der Bauzeit und umfasst neun Gebinde. Der Fußboden des Dachbodens besteht aus einem Gipsestrich. Darüber hinaus ist in der nördlichen Giebelwand eine Ausfachung mit Strohlehmgeflecht erhalten. Mitte des 20. Jahrhunderts bestand die Dacheindeckung aus einer Nonnendeckung in Kalkleiste.
Noch 1912 wurden die straßenseitigen Räume als beheizbare Stuben, die hofseitigen Räume als unbeheizte Kammern geführt. Der Zugang zum Gebäude befand sich bereits links. Von hier aus ging ach die Treppe zu den oberen Stockwerken ab.
Nachdem bereits 1906 im Erdgeschoss ein kleinerer Umba durchgeführt worden war, erfolgte 1912 die Einfügung eines Ladens im Stil des Historismus. Die Sprossen der Oberlichter der Schaufenster orientieren sich an den Fachwerkständern. Die Gebäudefront wurde dabei im Erdgeschoss um etwa 80 cm zurückgesetzt. Die Quedlinburger Stadtverordnetenversammlung hatte die Zurücksetzung der Bauflucht auf die Fluchten der benachbarten Häuser als Bedingung für eine Genehmigung zum Umbau des Erdgeschosses gefordert. Die so entstandene Straßenfläche von 7,5 m² erwarb die Stadt Quedlinburg für 1.000 Mark. Zugleich wurden unterhalb des ersten Obergeschosses Kopfbänder eingefügt, bei deren Gestaltung man sich an den erhaltenen Knaggen orientierte. Auf jeder Kopfstrebe befindet sich ein Wappen bzw. ein Ornament. Den eigentlichen Hauseingang behielt man bei, jedoch wurde die Breite des Hausflurs auf 1,20 Meter verringert. Darüber hinaus wurde das Zwischengeschoss und der alte Gewölbekeller entfernt, so dass ein geräumiges Ladengeschäft entstand.
Heute (Stand 2013) befindet sich im Erdgeschoss ein Geschäft für Spielwaren und Souvenirs. Der Grundriss im Inneren des Hauses ist seite 1912 im Wesentlichen unverändert.